# آزمایش شیهالیون
آزمایش شیهالیون (انگلیسی: Schiehallion experiment) آزمایشی بود که در سدهٔ هجدهم برای پیدا کردن چگالی متوسط زمین انجام شد. این آزمایش که با کمک مالی انجمن سلطنتی، در تابستان ۱۷۷۴ در اطراف کوه اسکاتلندی شیهالیون در پرتشایر صورت گرفت شامل اندازه‌گیری انحراف از عمود به دلیل جاذبه گرانشی یک کوه مجاور بود. شیهالیون پس از جستجو برای کوه‌های کاندید، به دلیل انزوا و شکل تقریباً متقارن آن، مکان ایده‌آلی در نظر گرفته شد. 

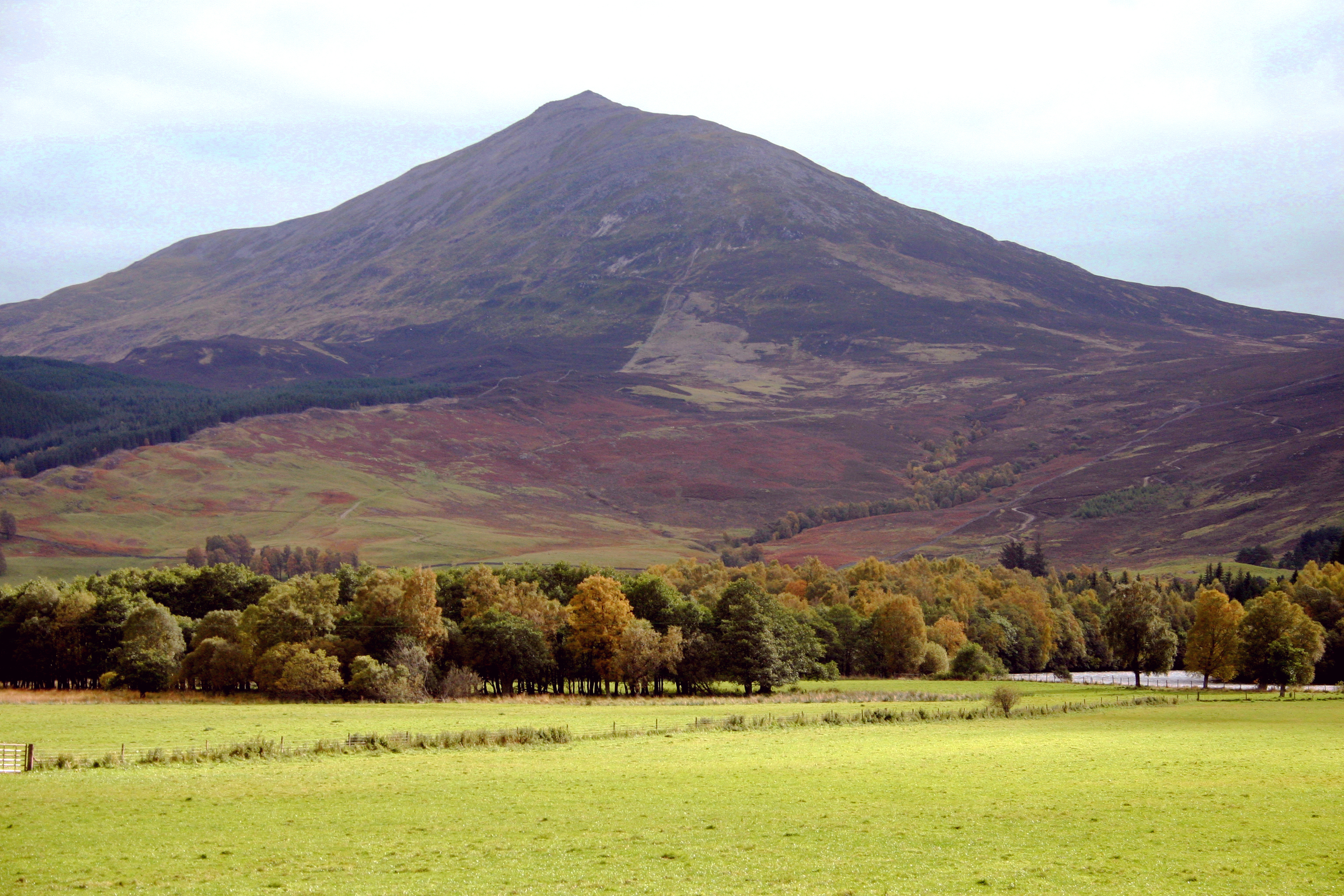
موقعیت منزوی و جدا شده و شکل متقارن شیهالیون برای انجام این آزمایش کاملاً مناسب بود

این آزمایش پیش از آن توسط اسحاق نیوتن نیز به عنوان یک نمایش عملی از نظریه گرانش در نظر گرفته شده بود، اما رد شده بود. با این حال، تیمی از دانشمندان، به ویژه نویل مسکلین، اخترشناس سلطنتی، تا آن زمان متقاعد شده بودند که این اثر قابل اندازه‌گیری و تشخیص است و آنها انجام آزمایش را بر عهده گرفتند. زاویه انحراف به چگالی و حجم نسبی زمین و کوه بستگی دارد: اگر بتوان چگالی و حجم شیهالیون را مشخص کرد، چگالی زمین نیز می‌تواند مشخص شود. هنگامی که این امر شناخته شد، به نوبه خود مقادیر تقریبی را برای دیگر سیاره‌ها، قمرهای آنها و خورشید؛ که قبلاً فقط بر پایهٔ نسبت‌های تقریبی آنها شناخته شده بودند، به دست می‌آورد.